# 超人力霸王
《超人力霸王》（日语： Urutoraman），是由日本圓谷株式會社製作特攝電視影集，共39話。該部作品通常被認為是繼《超異象之謎》之後圓谷特攝系列的第二部作品。若未將僅有怪獸出現的《超異象之謎》列入，本作為正式出現超人的系列第一部作品。
開頭標題下標有「空想特攝系列」，而超人力霸王亦為劇中登場的巨大變身英雄名稱。整個奥特曼系列中的英雄經常被人們統稱為超人力霸王。為了避免與後來的作品產生混淆，本作品中登場的超人力霸王通常稱作「初代超人力霸王」（日語：初代ウルトラマン）。 
該劇於1966年7月17日至1967年4月9日在TBS電視台每週日19:00-19:30首播，而其DVD化的畫音質改良版本（共10卷）則於1999年12月8日至2000年6月21日分別發售，2013年7月10日該作品的藍光光碟版本也已發行。

## 概要
《超人力霸王》是《超異象之謎》後，「空想特攝系列」續作，描述了為應對怪獸和宇宙人對地球的威脅而成立的「科學特別搜查隊」（日語：科學特別捜査隊，簡稱“科特隊”）以及來自M78星云宇宙警備隊的宇宙人「超人力霸王」合力制服入侵地球的怪獸和宇宙人的故事。當時播出時的贊助商為武田藥品工業。
片頭的流程，是從彩色化的《超異象之謎》的標題標誌畫面開始，變成了紅色畫面，上方顯示《超人力霸王》的字樣，下方顯示「空想特攝系列」（空想特撮シリーズ）的字樣，並被標記為「武田時間」。
節目的格式是：OP→標題畫面→廣告→OP主題→正片（不插入廣告地播放到最後），在正片開場畫面下方，有一個「彩色」標誌。

### 企劃
本作品的企劃始動於1965年8月左右。當時正在製作第二季的《超異象之謎》已經決定在隔年1月2日起在週日19時的時間帶首播，成為了推動本作品企劃的主因。TBS製作人栫井巍和圓谷特技製作企劃文學部室長金城哲夫成為了企劃的中心人物，對作品提出了各種想法。其中，TBS早期已向圓谷特技製作提出了四項條件：
- 考慮將節目銷售到海外，以彩色影片攝製。
- 創造出能與怪獸打鬥並且平起平坐的正義怪獸「貝姆拉」，並使其成為整個系列的主角。
- 作為衍生劇集，留下了一位《超異象之謎》常駐演員。[註 9]
- 為了呈現自然的故事發展，創造專門處理怪獸事件的公共機關。

在會議中，也有人提出了「以怪獸作為主角有問題」的意見。監修者圓谷英二也提出了「像超人一樣的英雄」的建議。此外，當時圓谷所擔任特技指導的東寶特攝電影《科學怪人對地底怪獸》（1965年・東寶）中，有巨人與兇猛怪獸展開死鬥的情節，對本作品的企劃產生了一定的影響。
隨後，曾為富士電視台企劃的節目《WoO》「與人類合作的友好外星人」這一想法被使用，製作了名為《科學特捜隊貝姆拉》（科学特捜隊ベムラー）的科幻活劇企劃書。在這份企劃書中，設定了「總部設在巴黎的科學特捜隊日本支部」，致力於調查警察無法解決、超乎常識的異常事件和怪異事件，並與身份不明的正義宇宙人「貝姆拉」合作的情節。雖然此時已經看到了「在飛機事故中失蹤的主角在倖存後成為英雄」的設定，但是主角和貝姆拉的關係，在企劃書中沒有明確說明。雖然貝姆拉已經決定將由科學特捜隊的成員「迫水（サコミズ）」變身，但卻故意省略了變身的描寫，並採用了模糊貝姆拉身份的導向，此外，迫水在變身時沒有變身道具，而是舉起雙臂並擺出忍術姿勢。這時，平田昭彥和藤田進的配角也已經被安排好了。
渡邊明設計的貝姆拉外觀，給人一種日本傳說中的烏天狗的感覺，擁有翅膀和優美的外形，但是有人指出難以區分與敵役怪獸的區別，以及缺乏英雄形象的特點。因此，貝姆拉的企劃得到了重新考慮，隨後又提交名為《科學特捜隊紅超人》（科学特捜隊レッドマン）的企劃書。在這份企劃書中設定了一種神秘的人形外星人，穿著紅色服裝，讓人想起裝甲。身高可從2公尺伸縮到40公尺，並設定了變身時間的限制。主角與英雄之間的關係也被明確寫下，「因飛機事故導致迫水死亡的宇宙人「紅超人」，為了負責而復活迫水，並以迫水的身份作為科學特捜隊的成員活動」，在設定中，紅超人是一名遊星人，其家園已經被X星人入侵摧毀，由於迫水本人已經死亡，他體內的靈魂已經成為了紅超人。此外在《紅超人》中，與完整作品不同之處在於迫水擁有一名成為人氣歌手的女友「由木光」等設定。
成田亨負責設計的「紅超人」，擁有火星運河狀的線條和精緻的身體，變得有些像英雄，但是拵井則要求英雄的設定應為更加簡單、基調為冷閃閃的金屬色調的設計。此外，正如前面提到的，新作品的定位是在海外銷售為前提，瞭解美國情況的TBS編成企劃部的大谷乙彦等人，對成田亨提出「現在這種形式不會被外國人接受。更無表情的鋼鐵假面會更神秘」的建議。因此，在多次試驗和失敗的過程中，成田最終完成以紅超人為基礎的設計，再經由極簡化和完全去除生命感的現狀版本。成田本來希望將原型交給佐佐木明製作，但最終他在工作室獨自完成了這項任務。
「貝姆拉」一詞留存為第1話怪獸的名字。編劇關澤新一表示，在接受圓谷英二的企劃諮詢時，他可能提出了《超人力霸王》這個標題。

### 製作背景
基於前作《超異象之謎》在放送前已經完成了全集的拍攝，但本作品則採用了與一般電視劇相同的方式，即在放送同時進行製作。TBS對《超人力霸王》提供的預算為每個季度7000萬日元（約合每集538萬日元），電視劇的主要拍攝工作於1966年3月16日開始。
本作品幾乎與同時期的《熔岩大使》一起開創了彩色電視的特攝連續劇，由於劇情中涉及大型宇宙人的特效戲份，製作過程頗具困難，而這類大型特效電視劇在當時全世界都屬於獨一無二的。
在《超異象之謎》中，由於圓谷英二認為「16毫米的畫質不足以拍攝特效場景」，所以採用了與電影同等的35毫米膠片進行拍攝，再將其縮小至16毫米用於播出。這種做法雖然保證了電視作品的非凡質量，但由於膠片費用太高，也成為了預算的壓力點。本作品中由於使用了昂貴的彩色膠片，為了降低成本並減少合成畫面的不自然之處，只有合成鏡頭採用35毫米，其餘拍攝都採用16毫米，但由於缺乏彩色拍攝的經驗，製作過程中調整和重新拍攝的時間和費用也浪費不少，導致飯島敏宏組的主要拍攝工作推遲到了3月中旬。。
攝影方面，由導演飯島敏宏執導的A組（播出第2話，第5話和第3話）開始，採用同一團隊製作正片和特技鏡頭。但是，在進行彩色攝影時，除了要進行詳細的測試（如色彩設計和照明強度等），還要反复塗漆超人力霸王的套裝（最初使用乳膠面具和未塗漆的黑色濕式連身衣）。此外，還發生了撞擊水平的噴氣式戰鬥機導致損壞等，涉及彩色拍攝的細節問題，導致拍攝進展緩慢。
因此，由導演野長瀬三摩地執導的B組（播出第7話，第4話，第6話和第9話）在製作成本方面進行了合理的分班制。B組在由圓谷一導演執導的C組（播出第1話和第8話）之前先拍攝本篇場景，除了已經完成的第7話外，其他內容都被推遲了。由於在首播之前放映的電視節目《超人力霸王前夜祭 超人力霸王誕生》後還是順利開始了播放，但拍攝進度逐漸變得緊迫，即使特技也被分成了兩個組也無法趕上進度。
由於需要進行重新拍攝，以及租用工作室和拍攝設備的費用、劇本費、演員費和工作人員費用，直接製作成本平均為450萬到470萬日元，預算和時間都非常緊張。但是，由於玩具等商品銷售的收入被分配給版權所有方作為巨大的版權使用費，圓谷特技公司的經營最後也開始變得穩定了起來。
因此，在TBS希望繼續節目的情況下，圓谷之間進行了多次協商，但由於「即使虧損了，也確定無法在每週播出一次的時間內完成製作」，1967年初期，即使保持高收視率，第四季的訂單也被放棄，決定在三季39話播出後結束播映。。

### 影響
電視劇開播後，《超人力霸王》很快就成為超過《超異象之謎》的熱門節目，第1集的收視率為34.4%，節目的平均收視率為36.8%，最高收視率為42.8%（1967年3月26日播出的第37話，Video Research針對關東地區進行了影像調查）。即使在電視劇播出結束後，其受歡迎程度也沒有下降，在最初的重播中，平均收視率也保持在18%以上。自1970年代以來，《超人力霸王》在100多個國家和地區播出。
在21世紀，隨著距離電視劇首次放映已經過去半個多世紀，《超人力霸王》以高度的知名度自豪地跨越了世代，不分年齡段，甚至在2002年9月8日播出的朝日電視台節目《決定！這就是日本的最佳100》中，它在「特攝&動畫英雄&女英雄最佳100」項目中排名第二。作為專有名詞，「超人力霸王」在《廣辭苑》的標題中也有記載。此外，在第39話（最後一集）中，超人力霸王被傑頓擊敗的場景曾經給當時的孩子們帶來了巨大的衝擊，並且許多知名人士表示受到了影響。前田日明曾表示：「我要打倒超人力霸王的敵人！」這啟發了他開始練習格鬥技巧。
在商業上，《超人力霸王》也取得了熱烈成功，與本作品或其角色相關的商品不僅限於玩具，而是在生活用品等各個領域都有銷售。值得特別注意的是，本作品從商業角度來看，首次在日本電視節目中引入了商品化權的招標制度。在本作品製作之前，只有與電視台的負責人有關係的業者才能獲得商品化權，但在本作品中，上述制度被引入後，機會被授予有錢的人優先獲得商品化權。實際上，像馬爾桑商店等先前商品化了《超異象之謎》的企業得到了優待，真正的招標制度是在《太空歷奇》之後才開始起作用的。

## 故事大綱
隸屬於「科學特捜隊」的早田進隊員在駕駛飛機巡邏時，發現一個紅色球體正在追逐著藍色球體，而紅色球體因在無意中撞上早田的飛機導致早田犧牲。
然而，本已犧牲的早田卻被吸進紅色球體內，遇到了來自M78星雲，為了追擊宇宙怪獸「貝姆拉」（ベムラー）而來到地球的「超人力霸王」。
因傷害到人類而感到內疚的超人力霸王，為了補償遂決定與早田合為一體，並將自身生命賦予早田。於是，兩者便開始協同科學特捜隊，共同為保衛地球的和平而戰。

### 時代設定
在《超人力霸王》電視劇的首播時期，世界觀的時代設定統一併沒有被嚴格執行，當時的元素則意圖將「現實」和「未來」混在一起。在TBS節目宣傳部首次發行的《超人力霸王劇情概述集》第一集和1966年8月7日出版的《周刊少年Magazine》的插頁中，將該作品的背景時代設定寫著「大約在1975年左右」。此外，製作人員對於系列的設定並沒有明確的共識，例如在第23話中，墓碑上寫著怪獸賈米拉的死亡年份是「1993年」，在第39話中也有「自1930年代開始，已經超過了40年」的台詞等等，使得作品的具體時代設定並不一致。
唯一的前後篇是第26集和第27集，在劇中孩子們否定了怪獸的存在，或者通過兒童遊戲知道了超人力霸王的變身方式，這些都是更貼近現實世界的表現。此外，在第35集中，東京當時的景觀，例如正在進行延伸工程的首都高速道路和日本唯一的超高層建築霞關大樓等，都被原封不動地再現了出來。

## 登場角色

科學特捜隊的成員，自左至右為井手光弘隊員、嵐大助隊員、村松敏夫隊長、富士明子隊員、早田進隊員和星野勇。

### 主角
早田進
飾演者：黑部进
配音：姜中平（香港無線）、黃志成（香港亞視）曹毅、叶新民、何雁 （内地中唱版）
本作主角，超人力霸王的人間體，年齡25歲。
他是科學特捜隊養成所排名首位的精英隊員，在巡邏龍森湖上空時，他因不幸與追擊百慕拉的超人力霸王互相衝撞而失去了性命。隨後，超人力霸王將自己的生命賦予早田，並一心同體使早田復活。當百慕拉再度出現之際，早田獲得變身成超人力霸王的能力並與怪獸戰鬥。在這之後，早田經常在各種事件中變身超人力霸王，與怪獸和外星人戰鬥。不過自與在一心同體以來，人格的主導權究竟是他自己的意識，還是超人力霸王的意識尚未明確定義。
其個性冷靜細緻，很少主動開懷大笑，但同時又不失熱血情懷。在做事上則採取雷厲風行、果斷乾脆的行動，以分析及觀察問題，有時村松隊長不在場時，也代替其執行指揮任務。有時也會有著逗趣的一面，第34話中他試圖變身時卻拿成了勺子，第35集中，他獨自一人在總部的陽台，對於為了保護地球的緣由，因而對死在自己手中的怪獸感到道歉，第37話中，他因井手讓皮古蒙死亡而憤怒毆打井手，展現人性的一面，對於井手的問題，他則提出「超人力霸王只有拼盡全力戰鬥，才會給予我們力量！」的回答。
在系列中其他隊員並不知道早田是超人力霸王的身份，第14話的劇本草案曾寫到早田和超人力霸王在同一個地方受傷的場景，但最終未被使用，村松和井手對此也感到疑惑。然而，在第1話中，早田曾公開表示是超人力霸王救了他的命，第11話中也暗示了早田和超人力霸王有特殊的關係。在面對梅菲拉斯星人時，當被問及「你是宇宙人還是人類？」時，早田則乾脆回答：「兩者都是。我為了對付像你這樣違反宇宙規律的傢伙而誕生的。」
在最終話，由於在與杰頓的戰鬥時戰敗，他在被佐菲給予新的生命後與超人力霸王分離，回歸著人類的身份，卻並無與超人力霸王一心同體時期的記憶。他和科特隊的同伴送行超人力霸王返回宇宙，並對此經歷感到十分不可思議。此後，超人力霸王曾借以「早田」的身份數次返回地球。
本傳後續作品《40年後的真相》中，早田在科特隊解散後加入地球防衛軍，踏上新的人生道路，直到2006年才與超人力霸王重逢，恢復40年前的記憶，最終接受超人力霸王的請求，尋找有資格繼承力量的年輕人。
在《大決戰！超人8兄弟》中，另一個平行世界的早田和明子結婚，當他們分別擁有另一個世界的記憶時，明子透露了自己秘密知道早田和超人力霸王的關係的事情。在描繪了電視劇40年後的世界的漫畫《ULTRAMAN》中，早田有一個17歲的兒子進次郎，而他自己則擔任國防部長的職務。
- 在企劃階段中，黑澤年雄（日语：黒沢年雄）和久保明（日语：久保明）也被提名為演員選角的人選。久保明曾表示，當時他對於被視為處理怪獸類型的作品有所不滿，但在超人力霸王流行後，他深感自己當初應該演出這部劇。
- 在早期企劃的《續超人力霸王》中，早田已退役並成為了一名冒險家。

### 科學特搜隊
由於本片首播當時並未設定科特隊角色的全名與漢字，以下人物漢字全名茲以1996年3月9日上映的短篇電影《復活！超人力霸王》片中所公佈資料為依據。
村松敏夫（ムラマツ・トシオ）
飾演者：小林昭二
配音：譚炳文（香港無線）、周永光（香港亞視）夏志卿、周杰、程玉珠（内地中唱版）
年齡36歲。科學特捜隊日本支部的村松班隊長。通稱「CAP」。
他是部下們信任的好隊長，以莊重實直、嚴格執行任務，相當典型的日本式上司形象的性格著稱。同時，他也能在必要的時候做出冷靜的判斷。他始終忠於科特隊保衛地球免受入侵的使命，甚至對於由於「超人力霸王」的破壞行為而下達出動命令的決斷力。此外，他在巴爾坦星人的對策會議上反對攻擊，在澤頓星人入侵時行動中平息了主張攻擊的下屬。在超人力霸王回到宇宙時，他告訴他的部下：「我們科學特捜隊，要堅決守衛地球的和平」這樣的話語表達出他的孤獨感。閒暇時，他喜歡吸煙和喝咖啡。
在《歸來的超人力霸王》之前的企劃《續奥特曼》中，他作為一位退休的老人，計劃再次出現，在為抵禦出現的怪獸而苦戰的地球防衛組織中提供建議。
在本傳後續作品《40年后的真相》被眾隊員提及，約在特搜隊解散的30年後去世。超人力霸王推測他早在40年前就知道早田的身份。
嵐大助（アラシ・ダイスケ）
飾演者：石井伊吉
配音: 杨晓东、周杰、鲁俊（内地中唱版）
年齡26歲，科學特搜隊日本支部隊員。是團隊中射擊技巧最出色、並且有著驚人力量的隊員。能輕鬆駕馭各種新式武器。性格直爽開朗、責任感極強、敢作敢為。然而不免有時會魯莽衝動、粗心大意。因此在任務時，經常扮演著突擊隊長的角色。
由於這個原因，他時常成為宇宙人的攻擊對象，如曾被巴爾坦星人佔據身體成為使者，被涅隆加的電擊打昏，被綠色怪獸的毒氣浸泡等等，經常面臨危險。儘管性格開朗，但在某些情況下，他也會獨自承擔責任等脆弱的一面。在第36集中，因違反村松的命令，他的隊員資格被暫時撤銷。由於其個性與井手隊員較為不合，故有時他們也會發生一些小衝突。然而總體上仍是一個非常稱職的特搜隊隊員。最終話中，也是他親自發射無重力彈將宇宙恐龍杰頓消滅的。
井手隊員在19話作戰時時評價「嵐這個小子，又把風頭搶走了！」。他和井手的對話經常推動情節的發展。在本傳後續作品《40年后的真相》中，他在科特隊解散後，現在成為了一家養老院的院長。
系列監督满田穧后来在毒蝮三太夫的节目，曾提及提到过在他的手稿里，该队员的全名被写作「岚大介」，其共同點則在於日语发音一样。
井手光弘（イデ・ミツヒロ）
飾演者：二瓶正也
配音: 鲁俊、杨晓东（内地中唱版）
年紀24歲，科學特搜隊日本支部隊員。是團隊裡的武器技術精英，負責隊內日常的設備維修和新式武器的開發。另外其個人科學發明無論從數量上還是性能上都高得離譜，且在任務上都能發揮相當重要的作用。另外也是隊內的開心果，經常以誇張、滑稽的動作、搞笑的言語以及豐富的表情與眾人交流，不過他也具有著柔弱的一面，有時會為了彌補自己的錯誤而冒險行動（第13話），也有時會在與有特殊情況的敵人戰鬥時猶豫不決（第23話、第30話）。此外，此外，他曾在第37話中提出了一個在系列中反覆討論的主題：「如果有了超人力霸王，防衛隊是否還需要存在呢？」
他也是第一個懷疑早田就是超人力霸王身份的人類。（第2話和第12話），根據第30話的對話，據說他的母親在他年幼時去世了。
在本傳後續作品《40年后的真相》中，在特搜隊解散後加入了地球防衛軍，當前依然在該組織工作。在漫畫《ULTRAMAN》的設定中，他成為了光之巨人紀念館的館長。
富士明子（フジ・アキコ）
飾演者：櫻井浩子
配音：許瑩英（香港無線）姜玉玲、厉冰（内地中唱版）
年紀21歲，科學特搜隊日本支部隊員。是團隊中唯一的女成員，主要負責的是隊內通信及負責聯絡等工作，在前線戰場上的表現也相當活躍。
儘管作為一個女性，她經常因此被輕視，故相當討厭因自己的性別而遭人輕視的過時觀念，另一方面，她也有著女性的一面，如為病人製作湯和喜愛、巧克力糖果，在私生活方面特別喜愛購物，以及用自己的誕生石的珍珠打扮等。在野營和怪獸供養活動中，她還穿上著和服。在第4話中，她被告知「入伍以來從未休假」，而在其他隊員接到出動命令的情況下，她一個人休假了。在第14話中，她還私下里帶著井手隊員去銀座購物。在第24集中，她誤以為自己的失誤使事態惡化，表現出了強烈的責任感，主動申請進行危險的水下任務。
在劇中，她經常成為外星人的目標，如被扎拉布星人、克羅尼亞星人和澤頓星人襲擊。他有一位叫做「小悟」的弟弟，在梅菲拉斯星人的事件中，他與小悟遭到對方綁架，並被變成巨人而被操縱破壞城市，以作為向科學特搜隊和地球人的挑戰書。最終她與小悟被特搜隊救回，而本人並無變成巨人時的記憶。
在本傳後續作品《40年后的真相》中，在特搜隊解散後則回歸平民身份。儘管在本劇中並沒有描寫他與其他隊員之間的愛情關係，不過在《大決戰!超奧特8兄弟》的平行世界中則是以平民身份與早田結婚，並一同經營著腳踏車店。
- 這位角色最初的臺本名字是「藤明子」，由於早在本作品企劃階段，就要求從《超異象之謎》的常規角色中選出一名演員擔任衍生劇集的主要角色，所以被選中的是飾演江戶川由利子角色的櫻井。在第32集中，她把頭髮編成結的原因是該話的客串演員真理安妮的頭髮很長，不過真理也因此事將頭髮剪成了短髮，提供辨識。

星野勇（ホシノ・イサム）
飾演者：津澤彰秀
配音: 刘婉玲、何莹（内地中唱版）
年齡11歲，科學特搜隊日本支部實習隊員。他是一名可以自由進出科特隊總部的少年。儘管在第20話中曾解釋為何外人被禁止進入總部的原因，但沒有說明他是以什麼身份被允許進入的。在第17話中，早田因幫助隊員的功勞被任命為準隊員，但在第16話中已經提前穿上了科特隊制服。由於他是一名未成年人，因此不被允許前往可能存在放射性污染等危險現場。不過在系列中，他協助了科特隊完成了許多成就，例如射擊擊潰了內龍化的一只眼睛（第3話），為了救出美智子而自願成為誘餌（第4話），將貝塔膠囊交給被捕獲的早田隊員速第18話），代替富士隊員接收指示協助飛行機離陸（第21話）等等，雖然是一個孩子，但是留下了許多的功績。
由於其演員津澤彰秀在滑雪事故中骨折，因此在第25話之後便退出了劇中。在系列中沒有任何解釋他的離開。在本傳後續作品《40年后的真相》中被提及，在受到在井手隊員的影響前往英國留學後，勇目前在一間民間研究機構工作。
在《大決戰！超人力霸王兄弟》的前身《梅比斯和超人兄弟2》的早期情節中，他將以成年人的身份出現。

### 科學特搜隊的協助者
岩本博士（いわもと）
飾演者：平田昭彥、森塚敏(第36話代演）
年齡40歲，御殿山科學中心所長，也是噴氣式噴氣機的設計師，他除了是科特隊的主力戰鬥機「威托」的發明者外，他還開發了諸如鳳凰號等的高性能航天器。他擁有冷靜的判斷力和廣泛的學問，精通火箭工程、動物學等各個領域的知識，為科學特捜隊做出了貢獻，在最後一集中，他使用了新開發的武器-「無重力彈」交給科特隊，並成功將宇宙恐龍杰頓消滅。
在遊戲《超級科特隊出動》中，岩本被設定為接替退役的一之谷博士成為科特隊顧問的人選。劇中第11集的山本博士，第24集的山川博士，第33集的山本博士在劇本中被寫成了岩本博士的角色，而第36集的岩本則是由曾在第18集飾演森田博士的森塚敏所代演。

## 本作登場的防衛組織

### 科學特搜隊
科學特搜隊是國際科學警察組織的下屬機構，正式名稱為科學特別調查隊（かがくとくべつそうさたい），簡稱科特隊（かとくたい）。通常從事處理警察組織無法處理的神秘事件、異變調查以及地球對抗外星侵略者等任務。基本上是為了調查神秘事件而建立的組織，與怪獸的戰鬥則為特別任務。該組織的總部設在巴黎，在作品中也提到了印度、玻利維亞、紐約、中東等支部，還有巴西、倫敦、莫斯科、土耳其和日本的支部。從外部到總部可以通過接線員直接通話，緊急聯絡時的直通號碼是999。該組織的英文縮寫為SSSP（Science Special Search Party·、通稱Three SP）。設定中，巴黎總部的負責人是瑞士人F.G.皮斯。
作品中出現的日本（極東）支部隊員共有5名，包括隊長村松和副隊長級的早田、嵐、井出和富士。後來，星野也成為了準隊員，並且皮古蒙也被授予了特別隊員稱號（第37集）。在劇中，巴黎總部和印度支部的隊員也會造訪極東支部（第7話、22話、23話、31話、32話）。
除了村松班以外，還有目的在太空中執行任務的遠藤班出現在《梅比斯》中，據設定還存在著水野班和大和班等等單位，在金城哲夫的小說中，設定有100多名隊員。此外，在漫畫《超人力霸王：科特隊奮戰記：巨人作戰》中，除了電波班、分析班和技術班等之外，還出現了作為科特隊日本支部高層人員的最高司令才合和副司令官宮島。
設定上，據說是由出現在《超異象之謎》中的一谷博士等人主導成立了日本支部在描述在《超異象之謎》和本作品之間的事件的圓谷Pro認證PC遊戲《超人力霸王作戰：科特隊出動吧！》中，據說科學特搜隊在奧特曼出現之前就與怪獸戰鬥，並且創始人一谷博士最初也是成員之一，但在第1話科特隊日本分部誕生”中的六角村核露怪獸戈爾德金迎擊作戰時受重傷，從前線退役。根據第31話村松的說法，特學特搜隊已經成立了約20年。
在錄像帶《超人力霸王全集！》（萬代影視）中，科學特捜隊創立的原因被揭示為觀看《超異象之謎》中出現的哥美斯、哥羅巨猿、佩吉拉和嘎拉蒙的映像為契機成立。但總體來說，科特隊本身就是描繪一個注重調查而非戰鬥的組織，但是科特隊也擊敗了許多怪獸，其擊倒怪獸數量是歷代防衛隊中最多的。

#### 日本支部基地
科學特搜隊的日本基地位於東京近郊（城西方向），該基地由一個被斜坡包圍的五面體銀色建築物，和一個由五面體黑色建築物組成的「本部」以及設有高效佈置的噴氣式飛行器起降口等附屬建築物組成，基地的外牆由鋼筋混凝土製成的，並添加了特殊的合金以阻擋各種光線和熱線。基地內部設有地下的大型電子大腦指揮室、指揮室樓上與柱相連的隊員寢室、設備齊全的來客用休息室、用於研究回收物質的保管室、用於新裝備開發的作業室等。周圍設有自動消防設備和鐵牆。該基地至少在24小時常駐隊員和守衛，以備不時之需。
在第17話中，該基地布魯頓被創造出的四次元空間包圍，而在第31話中，凯洛尼亚化身成為高桥上校侵入了基地，因此該基地經常遭受襲擊。此外，在最後一集中，它被傑頓星人入侵並摧毀了其內部，遭受了傑頓的火球攻擊，導致火災發生。在故事後期，除了指揮室的大型電子智能外，還引入了各種雷達儀和計測儀等控制台系統。
在漫畫《ULTRAMAN》的世界中，它表面上已經解體了，而日本分部現在是展示超人力霸王軌跡和活動的「光之巨人紀念館」。

#### 美術、造型
該基地的設計由成田亨負責。最初製作的場景在初期的現場拍攝後被拆除，之後根據需要製作了新的場景。在第16集製作的場景中，甲蟲發射台增加了彈射器，並且周圍的骨架和照明顏色也進行了更改。在第17集製作的場景中，發射台後面的斜坡基部的形狀和雷達的位置不同。在第39話製作的場景中，本樓和發射台的位置關係不同（因此沒有斜坡），而且另一棟建築的形狀完全不同。
指揮室位於東京美術中心的No.3舞台南側的一角，為了營造大型電腦運行的效果，牆面電腦上配備了大量小型燈泡。

### 其他的防衛組織
在這部作品中，除了科特隊外，通常也有其他的防衛組織也參與怪獸和宇宙人的戰鬥。這個稱呼既可以是防衛隊（軍），也可以是自卫队，但兩者之間沒有明確的區別。此外，特點之一是經常使用東寶特攝電影中出現的虛構武器。
防衛隊（軍）在第2、11、15話中出現。作為戰鬥力量，裝備有當時自衛隊的61式戰車、M4雪曼戰車（M4謝爾曼）等，以及虛構武器，如火焰噴射坦克、激光殺獸光線車、熱線砲車等。火焰噴射坦克是在原型履帶式車輛的上部裝備了旋轉式火焰喷射器的車輛，在第9集中對抗加貝拉，在第15集中對抗加瓦冬B，以及對抗甘戈，在第15話中出動。熱線砲車是從《怪獸大戰爭》中登場的A循環光線車的牽引車中，省略了本體的喊话器和照明塔製成的，第3集中用於對抗内隆嘎，第11集中用於對抗陽戈。在第3話中，它發射出與A循環光線車相同外觀的光線，但在第11話中，它變成了直線狀的紅色光線。將照明塔從本體上取下並改造成照明車的車輛，也在《科學怪人的怪獸 山達對蓋拉》中使用後，在第15話中也被用於包圍加瓦冬A的坦克群中。激光殺獸光線車在第11集中與熱線砲車一起向甘戈發起攻擊，但隨後的戰鬥場面並沒有描繪出來，這裡也沒有使用牽引車。
此外，在第2集中還出現了被認為是總部的防衛基地。面對出現在都心的巴爾坦星人，從防衛基地屋頂安裝的發射器中發射了新型核導彈「禿鷹」，但只引起了小爆炸，幾乎沒有任何效果。
自衛隊在第4、26、27、34、39集中出現。第4集中，海上自衛隊的護衛艦在伊井成員的建議下讓拉貢聽音樂。第26和27集中，駐紮在伊丹市的陸上自衛隊火箭發射器拖車攻擊了戈莫拉。此外，在第27集中，除了61式坦克、M4等現實武器外，還出現了類似於9連裝裝輪自行火箭炮的虛構武器。在第34話中，科特隊在怪獸氣球化作戰中使天頂鳥浮出水面，但被航空自衛隊的F-86軍刀戰鬥機錯誤地擊落。航空自衛隊在第39集中也出現了，由精英飛行員組成的戰鬥機編隊出動攔截了傑頓星人的圓盤群，擊落了其中的一部分，但遭到了反擊並全軍覆沒。在同一集中，F-86F出現在出動場景中，戰鬥場景中則出現了類似於F-104星式戰鬥機或X-3試驗機的虛構飛機。
除上述外，還存在許多防禦組織攻擊敵人的情節（第3、9、17-19、21、23、31-33話）。但在其中的許多情節中，未提及該組織屬於防衛隊、自衛隊或機動隊中的哪一個。在第18集中，出現了1961年東寶電影《摩斯拉》中的履帶式導彈車。
此外，第22集中出現了名為「國際宇宙開發軍」的組織名稱，但沒有特別提及其詳細信息。另外，在第25集中出現了名為「地球防衛委員會」的組織。該組織似乎是一個國際組織，為了防止來自圖弗彗星的輻射引起的氫彈自然爆炸，下令世界上所有核武器擁有國加強水彈的安全性。在《雷歐》第25集中也出現了同名組織，但沒有特別提到它們之間的關聯性。

## 各集資料
| 放映日期   | 話數 | 該集名稱 （括號中為日語原名） | 登場怪獣、宇宙人、客串超人力霸王 （括號中為日語原名）                                                                             | 製作人員                                                  |
| ---------- | ---- | ----------------------------- | --- | --------------------------------------------------------- |
| 1966/7/17  | 1    | 超人作戰第一號 （ウルトラ作戦第一號）           | 宇宙怪獸百慕拉 （宇宙怪獣ベムラー) | 导演-圆谷一 特技导演-高野宏一 剧本-关泽新一、金城哲夫     |
| 1966/7/24  | 2    | 打擊侵略者 （侵略者を撃て）               | 宇宙忍者巴尔坦星人 （宇宙忍者バルタン星人） | 导演-飯島敏宏 特技导演-的場徹 剧本-千束北男               |
| 1966/7/31  | 3    | 科特隊出擊 （科特隊出撃せよ）               | 透明怪獸内隆嘎 （透明怪獣ネロンガ） | 导演-飯島敏宏 特技导演-的場徹 剧本-山田正弘               |
| 1966/8/7   | 4    | 大爆炸前的五秒 （大爆発五秒前）           | 海底原人拉貢 （海底原人ラゴン，該怪獸曾在超異象之謎中登場）                                                                                     | 导演-野長瀬三摩地 特技导演-高野宏一 剧本-南川竜           |
| 1966/8/14  | 5    | 食蟲草的秘密 （ミロガンダの秘密）             | 怪奇植物绿蒙斯 （怪奇植物グリーンモンス） | 导演-飯島敏宏 特技导演-的場徹 剧本-藤川桂介               |
| 1966/8/21  | 6    | 沿岸警備命令 （沿岸警備命令）             | 海獸給斯拉 （海獣ゲスラ） | 导演-野長瀬三摩地 特技导演-高野宏一 剧本-山田正弘         |
| 1966/8/28  | 7    | 巴拉吉的青石 （バラージの青い石）             | 磁力怪獸安东拉 （磁力怪獣アントラー） | 导演-野長瀬三摩地 特技导演-高野宏一 剧本-南川竜、金城哲夫 |
| 1966/9/4   | 8    | 怪獸肆虐地帶 （怪獣無法地帯）             | 骷髏怪獸 （どくろ怪獣レッドキング） 友好珍獸皮古蒙 （友好珍獣ピグモン） 有翼怪獸強德拉 （有翼怪獣チャンドラー） 地底怪獸馬古拉 （地底怪獣マグラー） 怪奇植物斯夫蘭 （ }）                                   | 导演-圆谷一 特技导演-高野宏一 剧本-金城哲夫、上原正三     |
| 1966/9/11  | 9    | 電光石火作戰 （電光石火作戦）             | 鈾怪獸加勃拉 （ウラン怪獣ガボラ） | 导演-野長瀬三摩地 特技导演-高野宏一 剧本-山田正弘         |
| 1966/9/18  | 10   | 神秘的恐龍基地 （謎の恐竜基地）           | 襟卷恐龍吉拉斯 （えりまき恐竜ジラース） | 导演-満田穧 特技导演-高野宏一 剧本-金城哲夫               |
| 1966/9/25  | 11   | 來自宇宙的冒失鬼 （宇宙から來た暴れん坊）         | 腦波怪獸陽戈 （脳波怪獣ギャンゴ） | 导演-満田穧 特技导演-高野宏一 剧本-宮田達男               |
| 1966/10/2  | 12   | 木乃伊的呼叫 （ミイラの叫び）             | 木乃伊怪獸德東哥 （ミイラ怪獣ドドンゴ） 木乃伊怪人木乃伊人 （ミイラ怪人ミイラ人間）                                                                                     | 監督・特技导演-圆谷一 剧本-藤川桂介                       |
| 1966/10/9  | 13   | 石油SOS （オイルSOS）                  | 油獸佩斯塔 （油獣ペスター） | 导演・特技导演-圆谷一 剧本-金城哲夫                       |
| 1966/10/16 | 14   | 珍珠貝防衛指令 （真珠貝防衛指令）           | 噴潮怪獸蟾蜍鯨 （怪獣ガマクジラ） | 导演-実相寺昭雄 特技导演-高野宏一 剧本-佐佐木守           |
| 1966/10/23 | 15   | 恐怖的宇宙線 （恐怖の宇宙線）             | 二次元怪獸卡瓦頓 （二次元怪獣ガヴァドン） | 导演-実相寺昭雄 特技导演-高野宏一 剧本-佐佐木守           |
| 1966/10/30 | 16   | 科特隊向宇宙進發 （科特隊宇宙へ）         | 宇宙忍者巴爾坦星人（第二代） （宇宙忍者バルタン星人（二代目））                                                                                                 | 导演-飯島敏宏 特技导演-高野宏一 剧本-千束北男             |
| 1966/11/6  | 17   | 通往無限的護照 （無限へのパスポート）           | 四次元怪獸布魯頓 （四次元怪獣ブルトン） | 导演-飯島敏宏 特技导演-高野宏一 剧本-藤川桂介             |
| 1966/11/13 | 18   | 來自行星的兄弟 （遊星から來た兄弟）           | 兇惡宇宙人扎拉布星人 （兇悪宇宙人ザラブ星人） 冒牌超人 （にせウルトラマン）                                                                                           | 导演-野長瀬三摩地 特技导演-高野宏一 剧本-南川竜、金城哲夫 |
| 1966/11/20 | 19   | 又見惡魔 （悪魔はふたたび）                 | 青色發泡怪獸阿勃拉斯 （青色発泡怪獣アボラス） 赤色火焰怪獸巴尼那 （赤色火焔怪獣バニラ）                                                                                 | 导演-野長瀬三摩地 特技导演-高野宏一 剧本-山田正弘、南川竜 |
| 1966/11/27 | 20   | 恐怖的87號公路 （恐怖のルート87）           | 高原龍希多拉 （高原竜ヒドラ） | 导演-樋口祐三 特技导演-高野宏一 剧本-金城哲夫             |
| 1966/12/4  | 21   | 衝破噴煙 （噴煙突破せよ）                 | 毒氣怪獸凱姆拉 （毒ガス怪獣ケムラー） | 导演-樋口祐三 特技导演-高野宏一 剧本-海堂太郎             |
| 1966/12/11 | 22   | 地上破壞工作 （地上破壊工作）             | 地底怪獸鐵列斯頓 （地底怪獣テレスドン） 地底人 （地底人）                                                                                                 | 导演-実相寺昭雄 特技导演-高野宏一 剧本-佐佐木守           |
| 1966/12/18 | 23   | 故鄉是地球 （故郷は地球）               | 棲星怪獸賈米拉 （棲星怪獣ジャミラ） | 导演-実相寺昭雄 特技导演-高野宏一 剧本-佐佐木守           |
| 1966/12/25 | 24   | 海底科學基地 （海底科學基地）             | 深海怪獸古比拉 （深海怪獣グビラ） | 导演-飯島敏宏 特技导演-高野宏一 剧本-藤川桂介             |
| 1967/1/1   | 25   | 怪彗星兹乙风 （怪彗星ツイフォン）             | 骷髏怪獸紅王（第二代） （どくろ怪獣レッドキング（二代目）） 冷凍怪獸吉加斯 （冷凍怪獣ギガス） 彗星怪獸德拉可 （彗星怪獣ドラコ）                                                               | 导演-飯島敏宏 特技导演-高野宏一 剧本-若槻文三             |
| 1967/1/8   | 26   | 怪獸殿下前篇 （怪獣殿下前編）             | 古代怪獸哥摩拉 （古代怪獣ゴモラ） 怪奇植物斯夫蘭 （怪奇植物スフラン）                                                                                           | 导演-円谷一 特技导演-高野宏一 剧本-金城哲夫、若槻文三     |
| 1967/1/15  | 27   | 怪獸殿下後篇 （怪獣殿下後編）             | 古代怪獸哥摩拉 （古代怪獣ゴモラ） | 导演-円谷一 特技导演-高野宏一 剧本-金城哲夫、若槻文三     |
| 1967/1/22  | 28   | 人類標本5、6 （人間標本5・6）             | 三面怪人達達 （三面怪人ダダ） | 导演-野長瀬三摩地 特技导演-高野宏一 剧本-山田正弘         |
| 1967/1/29  | 29   | 向地底挑戰 （地底への挑戦）               | 黃金怪獸戈爾登 （黃金怪獣ゴルドン） | 导演-野長瀬三摩地 特技导演-高野宏一 剧本-南川竜、金城哲夫 |
| 1967/2/5   | 30   | 幻影雪山 （まぼろしの雪山）                 | 傳說怪獸烏 （伝説怪獣ウー） | 导演-樋口祐三 特技导演-高野宏一 剧本-金城哲夫             |
| 1967/2/12  | 31   | 來者是誰 （來たのは誰だ）                 | 吸血植物凱羅尼亞 （植物怪獣ケロニア） | 导演-樋口祐三 特技导演-高野宏一 剧本-海堂太郎             |
| 1967/2/19  | 32   | 無盡的反擊 （果てしなき逆襲）               | 灼熱怪獸斬波拉 （灼熱怪獣ザンボラー） | 导演-鈴木俊継 特技导演-高野宏一 剧本-藤川桂介             |
| 1967/2/26  | 33   | 被禁止的語言 （禁じられた言葉）             | 惡劣宇宙人美菲拉斯星人 （悪質宇宙人メフィラス星人） 宇宙忍者巴爾坦星人（第三代） （宇宙忍者バルタン星人（三代目）） 兇惡宇宙人扎拉布星人（第二代） （兇悪宇宙人ザラブ星人（二代目）） 誘拐怪人凱姆爾人（第二代） （誘拐怪人ケムール人（二代目）） | 导演-鈴木俊継 特技导演-高野宏一 剧本-金城哲夫             |
| 1967/3/5   | 34   | 天空的禮物 （空の贈り物）               | 百萬噸怪獸斯凱頓 （メガトン怪獣スカイドン） | 导演-実相寺昭雄 特技导演-高野宏一 剧本-佐々木守           |
| 1967/3/12  | 35   | 怪獸墓場 （怪獣墓場）                 | 亡靈怪獸希博斯 （亡霊怪獣シーボーズ） | 导演-実相寺昭雄 特技导演-高野宏一 剧本-佐々木守           |
| 1967/3/19  | 36   | 別攻擊！嵐 （射つな! アラシ）               | 變身怪獸薩拉嘎斯 （変身怪獣ザラガス） | 导演-満田穧 特技导演-高野宏一 剧本-山田正弘               |
| 1967/3/26  | 37   | 小英雄 （小さな英雄）                   | 怪獸酋長傑羅尼蒙 （怪獣酋長ジェロニモン） 友好珍獸皮古蒙（再生） （友好珍獣ピグモン（再生）） 彗星怪獸德拉可（再生） （彗星怪獣ドラコ（再生）） 地底怪獸鐵列斯頓（再生） （地底怪獣テレスドン（再生））                       | 导演-満田穧 特技导演-有川貞昌 剧本-金城哲夫               |
| 1967/4/2   | 38   | 宇宙船救助命令 （宇宙船救助命令）           | 光熱怪獸基拉 （光熱怪獣キーラ） 沙塵怪獸薩伊哥 （砂地獄怪獣サイゴ）                                                                                             | 导演-圆谷一 特技导演-有川貞昌 剧本-上原正三               |
| 1967/4/9   | 39   | 再見，超人力霸王 （さらばウルトラマン）         | 宇宙恐龍杰頓 （宇宙恐竜ゼットン） 變身怪人傑頓星人 （変身怪人ゼットン星人） 佐菲 （ゾフィー）                                                                                 | 导演-圆谷一 特技导演-高野宏一 剧本-金城哲夫               |

### 工作人員
- 監製：圓谷英二
- 製作人：市川利明（＃1～13）、末安昌美（＃14～39）
- 編劇：金城哲夫、千束北男（飯島敏宏）、山田正弘（日语：山田正弘）、南川龍（野長瀬三摩地）、藤川桂介（日语：藤川桂介）、佐佐木守（日语：佐々木守）（僅＃22）、海堂太郎（樋口祐三）、若槻文三（日语：若槻文三）、上原正三（日语：上原正三）、關澤新一、宮田達男
- 超人力霸王：（動作替身）古谷敏／（配音）近藤久、浦野光／（戰鬥聲配音）中曾根雅夫
- 旁白：石坂浩二（第1 - 19話）、浦野光（第20 - 39話）

本篇
- 導演：圓谷一（日语：円谷一）、飯島敏宏、野長瀨三摩地、滿田穧、實相寺昭雄（於第22集也擔任實質上的編劇）、樋口祐三、鈴木俊繼
- 攝影：內海正治、福澤康道、鈴木斌
- 照明：山口偉治、高島利雄
- 美術：岩崎致躬
- 音楽：宫内国郎
- 剪輯：近藤久（第1集與第39集中兼任奧特曼對白配音）、兼子玲子、柳川義博
- 效果：西本定正、荒川與志雄、知久長
- 錄音：光映新社（日语：光映新社）
- 助導：東條昭平（日语：東條昭平）、吉高勝之、鈴木俊繼、大平隆
- 製作擔當者：熊谷健（日语：熊谷健）、守田康司、久東晃、上村宏、原田升、篠塚正弘
- 沖片：東京現像所
- 光學合成：東京電視電影（東京テレビ映畫）

特殊技術
- 導演：高野宏一（日语：高野宏一）（僅＃12、13）、的場徹（日语：的場徹）、有川貞昌（日语：有川貞昌）
- 攝影：高野宏一、佐川和夫（日语：佐川和夫）、森喜弘（日语：森喜弘）、鈴木清
- 燈光：小林哲也、原勳
- 美術：成田亨（＃26之後稱作「怪獸設計」）、深田達郎、大瀬賢一（第26話～）、池谷仙克（日语：池谷仙克）
- 特殊造型化妝師：杉本末男
- 服裝造形（片頭字幕未標記）：高山良策（日语：高山良策）、佐佐木明（日语：佐々木明）（第2・3話）、EX PRODUCTION（日语：エキスプロダクション）（第20・第25話：ギガス・29・30話）、開米榮三（日语：開米栄三）（30話）、東寶特殊美術部（日语：東宝特殊美術部）（第5・10話）、圓谷製作特殊美術部
- 光學攝影：中野稔（日语：中野稔）、川北紘一
- 助導：鈴木俊継、山本正孝、大木淳
- 製作：TBS、圓谷製作公司

## 主題曲
本劇的背景音樂主要是由負責前作《超異象之謎》音樂的宫内国郎擔當。

### 主題曲
- 「ウルトラマンの歌」

作詞：東京一 / 作曲・編曲：宮内國郎 / 歌：みすず児童合唱団、コーロ・ステルラ

### 挿入曲
- 「特捜隊の歌」

作詞：東京一 / 作曲・編曲：宮内國郎 / 歌：みすず児童合唱団、コーロ・ステルラ
- 「進め! ウルトラマン」

作詞：東京一 / 作曲・編曲：宮内國郎 / 歌：みすず児童合唱団、コーロ・ステルラ

## 受其影響的作品
- 《機動警察》新OVA第15話“從星星來的女子”即是影射初代超人力霸王及其最終話，其中特車二課變成了“克拉特”（即初代中的科特隊，制服類似於賽文中的超級警備隊），英格拉姆則變成了英格拉曼（即超人力霸王），而泉野明則是其人間體，最後英格拉曼被“獅鷲” （外形仿自初代最終話的宇宙恐龍杰頓）擊中計時燈打敗，被0號（即佐菲）救回AV98星雲（M78星雲），雖然整集都是篠原遊馬做的夢，但很顯然是對初代超人力霸王的致敬。
- 破壞之王裡魔鬼筋肉人與何金銀扮過超人力霸王。

## 外部連結
- 圓谷製作《超人力霸王系列》官方網站 （页面存档备份，存于）（日語）
- 《超人力霸王系列》官方推特 （页面存档备份，存于）（日語）
- 《超人力霸王系列》萬代官網 （页面存档备份，存于）（日語）

## 電視節目的變遷
| 日本TBS系列 星期日 19:00 - 19:30 (武田時間) | 日本TBS系列 星期日 19:00 - 19:30 (武田時間) | 日本TBS系列 星期日 19:00 - 19:30 (武田時間) |
| ------------------------------------------- | ------------------------------------------- | ------------------------------------------- |
|                                             | 超人力霸王 （1966.07.17 - 1967.04.09）      |                                             |
| 超異象之謎 （1966.01.02 - 1966.07.03）      | 太空歷奇 （1967.04.16 - 1967.09.24）        |                                             |

| 香港無綫電視翡翠台 星期四至五 21:00 - 21:30 | 香港無綫電視翡翠台 星期四至五 21:00 - 21:30 | 香港無綫電視翡翠台 星期四至五 21:00 - 21:30 |
| ------------------------------------------- | ------------------------------------------- | ------------------------------------------- |
|                                             | （1968.10.25 - 1969.01.17）                 |                                             |
| 雷鳥 （1968.02.24 - 1968.10.18）            | 諜海亡魂 （1969.01.24 - 1969.03.28）        |                                             |